# وزارة التنمية الوطنية (سنغافورة)
وزارة التنمية الوطنية (بالملايوية: Kementerian Pembangunan Negara)‏؛ (بالصينية: 国家发展部)؛ (بالتاميلية: தேசிய வளர்ச்சி அமைச்சு)‏ هي وزارة تابعة لحكومة سنغافورة مسؤولة عن صياغة وتنفيذ السياسات المتعلقة بتخطيط استخدام الأراضي وتطوير البنية التحتية في سنغافورة.

## وصلات خارجية
- الموقع الرسمي